# Jan Wintr
Jan Wintr (* 9. srpna 1978 Praha) je český právník, právní teoretik, vysokoškolský pedagog a soudce Ústavního soudu České republiky.
Působí jako profesor katedry teorie práva a právních učení Právnické fakulty Univerzity Karlovy a externí vyučující Ústavu politologie Filozofické fakulty Univerzity Karlovy. V minulosti působil rovněž jako externí vyučující Institutu ekonomických studií Fakulty sociálních věd Univerzity Karlovy. Do června 2023 byl též členem Legislativní rady vlády, Výboru pro sexuální menšiny Rady vlády pro lidská práva, v letech 2012 až 2017 též členem Rady České tiskové kanceláře. Od roku 2023 je soudcem Ústavního soudu České republiky.

## Životopis
Na Právnické fakultě Univerzity Karlovy absolvoval v letech 1996–2001 obor právo (Mgr.), ve stejném roce získal titul JUDr. a pokračoval v letech 2001–2006 doktorským studiem v oboru teoretické právní vědy (Ph.D.). Paralelně vystudoval v letech 1996–2004 na Filozofické fakultě obor historie-politologie (Mgr.), kde v roce 2011 získal rovněž titul PhDr. Na Ludwig-Maximilians-Universität v Mnichově studoval v akademickém roce 2002/2003 německé právo a právní filozofii v rámci programu Erasmus. V roce 2014 byl jmenován docentem teorie, filozofie a sociologie práva, v květnu roku 2021 pak ve stejném oboru profesorem. Odborně se zabývá především interpretací práva, ústavním soudnictvím a parlamentní kulturou. Je výrazným zastáncem reformy jednacího řádu Poslanecké sněmovny, tomuto tématu se věnuje v řadě textů. Jeho kniha Říše principů. Obecné a odvětvové principy současného českého práva získala Bolzanovu cenu a Cenu Antonína Randy.
Dne 12. února 2014 byl zvolen předsedou Akademického senátu Právnické fakulty Univerzity Karlovy. Funkci vykonával až do konce funkčního období Akademického senátu v roce 2017. V únoru 2023 byl do této funkce zvolen znovu, v červnu 2023 však akademický senát po svém jmenování ústavním soudcem opustil.
V dubnu 2023 prezident Petr Pavel oznámil, že jej navrhne do funkce ústavního soudce. V květnu 2023 doporučily senátní ústavně-právní výbor a výbor pro lidská práva senátnímu plénu schválit jeho jmenování. Dne 31. května 2023 nakonec celý Senát PČR vyjádřil souhlas s prezidentovou nominací Wintra na soudce Ústavního soudu, když jej schválil 64 hlasy ze 79 přítomných senátorů. Následně 5. června 2023 prezident Pavel jmenoval Wintra soudcem Ústavního soudu.

## Publikace
- Principy českého ústavního práva (s dodatkem principů práva evropského a mezinárodního). Eurolex Bohemia, Praha 2006.
- Říše principů. Obecné a odvětvové principy současného českého práva. Nakladatelství Karolinum, Praha 2006.
- Česká parlamentní kultura. Auditorium, Praha 2010.
- Metody a zásady interpretace práva. Auditorium, Praha 2013.
- Proměny parlamentní kultury. Auditorium, Praha 2021.